# Château Pontet-Canet
Koordinaten: 45° 12′ 30,1″ N, 0° 46′ 14″ W

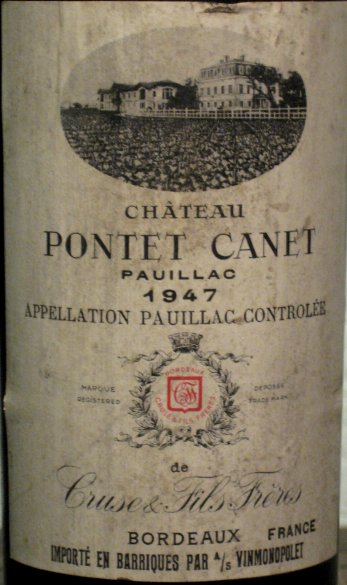
Etikett von Château Pontet-Canet des Jahrgangs 1947

Château Pontet-Canet ist ein französisches Weingut innerhalb der Appellation Pauillac auf der Halbinsel Médoc bei Bordeaux.
Château Pontet-Canet ist ein klassischer, guter bis sehr guter Pauillac. 1855 wurde der Wein zum Cinquième Grand Cru geadelt und hat nach einer Qualitätskrise seit den 1960er Jahren wieder zu alter Klasse zurückgefunden, insbesondere seit den frühen 1990er Jahren. Wie alle erstklassigen Gewächse des Bordelais besticht der Wein durch primär dunkle Früchte wie Schwarze Johannisbeere oder Brombeere und Zedernholz in der Nase sowie am Gaumen.

## Rebsorten und Weinbereitung
Das Weingut verfügt über einen Grundbesitz von 120 Hektar, von denen 81 ha mit Reben bestockt sind. Der Weinberg besteht aus drei Parzellen. Die größte liegt auf einer Kiessandkuppe aus der Günz-Eiszeit und grenzt an den Besitz des Château Mouton-Rothschild. Angebaut werden die Rebsorten Cabernet Sauvignon (Anteil 60 %), Merlot (Anteil 33 %), Cabernet Franc (Anteil 5 %) und Petit Verdot (Anteil 2 %). Das Durchschnittsalter der Reben liegt bei 35 Jahren, die Pflanzdichte liegt bei (hohen) 9.000 Stöcken je Hektar. Das Weingut arbeitet seit mehreren Jahren streng biodynamisch und wurde 2010 als erstes großes Gut in Bordeaux die offizielle Agence-Bio-Zertifizierung. Um die Bodenverdichtung durch Traktoren zu minimieren, werden in den Weinbergen in größerer Zahl Pferdegespanne eingesetzt.
Die Lese erfolgt von Hand, das Lesegut wird anschließend noch nachsortiert. Die Maischegärung dauert ca. vier Wochen. Château Pontet-Canet erneuert jährlich 60 % seiner Barrique-Fässer. In diesen reift der Wein je nach Jahrgang ca. 16 bis 20 Monate. Der Wein wird vor der Abfüllung nicht filtriert. Seit dem Jahrgang 2012 wird etwa ein Drittel der Lese in amphorenartigen Keramiktanks, die speziell für das Gut entwickelt wurden, ausgebaut.
Der Pontet-Canet besitzt ein gutes Alterungspotenzial. In guten Jahrgängen lohnt sich eine 12 bis 25 Jahre lange Reifung. Château Pontet-Canet erzeugt einen Zweitwein mit dem Namen Les Hauts de Pontet. Vom ersten Wein werden ca. 300.000 Flaschen und vom Zweitwein ca. 60.000 Flaschen abgefüllt. Der Preis des „Grand Vin“ liegt bei 40 bis 200 € pro Flasche.

## Geschichte
Die Besitzverhältnisse der landwirtschaftlichen Nutzflächen lassen sich bis in das frühe 14. Jahrhundert zurückverfolgen. Im Jahr 1311 gehörten die Flächen dem Lehnsherrn Pons de Castillon. In der Folge wurde der Besitz in der Familie weitervererbt. Im 15. Jahrhundert kamen die Ländereien an Humphrey, Duke of Gloucester, den jüngeren Bruder von Heinrich V.
Nach der englischen Niederlage im Hundertjährigen Krieg ging der vormals englische Besitz in französische Hände über. Über die Familie Foix kam ein kleiner Teil des Besitzes an den Notar Jacques de Ségur. Damals gehörten nicht nur kleinere Parzellen des heutigen Châteaus zu den Ländereien. Jacques de Ségur legte auch ab 1670 die ersten Rebflächen auf dem Gelände des heutigen Château Lafite-Rothschild an. Sein Sohn Alexandre heiratete im Jahr 1695 die Erbin von Château Latour. Aus dieser Ehe ging der Sohn Nicolas-Alexandre de Ségur (1697–1755) hervor. Nachdem Nicolas-Alexandre den Besitz von Mouton im Jahr 1717 erweiterte und Château Calon-Ségur kaufte, verkaufte er Mouton bereits 1720 (andere Quellen nennen das Jahr 1725) an Joseph de Brane und leitete damit die Trennung von Mouton und Lafite ein. Ein vorhandenes Gutsgebäude sowie der mittlere Teil der Ländereien ging an Dominique Armailhacq und bildeten den Beginn von Château d’Armailhac. François de Pontet, Gouverneur des Médoc, kaufte den südlichsten Teil des Landbesitzes einige 100 m oberhalb der Gironde.
Seine Nachkommen fügten 1757 dem Besitz durch den Ankauf das Flurstück namens Canet hinzu, auf dem sich auch ein Haus gleichen Namens befand. Seit dieser Zeit wurde der dort erzeugte Wein unter der Bezeichnung Pontet-Canet gehandelt. Im Jahr 1855 wurde das Weingut in der Klassifikation der Weingüter von Bordeaux in den Rang eines Fünften Gewächses erhoben (siehe den Artikel Bordeauxwein (Klassifikation)).
Das Weingut blieb bis 1865 im Besitz der Familie de Pontet und wurde dann von Hermann Cruse aus Schleswig-Holstein (damals zu Dänemark gehörig) aufgekauft. Herr Cruse verdiente schon damals sein Geld im Weinhandel mit Gewächsen des Bordeaux. Er modernisierte auf Pontet-Canet u. a. die Anlage der Weinstöcke, die Technik bei der Ernte der Trauben und fügte 1895 Wirtschaftsgebäude mit einer damals hochmodernen Sortieranlage für die geernteten Früchte hinzu. Die Beeren wurden – und werden noch heute – im ersten Stock angeliefert, sortiert und landen per Schwerkraft in den Gärbottichen.
Das Handelshaus Cruse versäumte jedoch Investitionen nach dem Zweiten Weltkrieg, so dass die Qualität der Weine von Pontet-Canet ständig nachließ. Im Jahr 1960 kaufte Cruse über seine Gesellschaft Société Civile Charreules Château Haut-Bages-Libéral. Kurz darauf teilten die Inhaber einige Rebflächen von Haut-Bages-Libéral dem rentableren Château Pontet-Canet zu. Als diese Praxis bekannt wurde, musste sich Cruse erst von Pontet-Canet und später auch von Haut-Bages-Libéral trennen.
1975 wurde das Weingut von Guy Tesseron gekauft. Aufgrund der getätigten Investitionen und des erfolgten qualitätsorientierten Ausbaus der Weine unter seinem jüngsten Sohn, Alfred Tesseron, konnte das Weingut seit Beginn der 1990er mit der Hilfe von Émile Peynaud seinem Rang als 5ème Cru wieder mehr als gerecht werden. Jetzige Gutsverwalter sind Gerald und Alfred Tesseron. Der ältere Sohn Michel und seine Schwester Caroline Tesseron besitzen das Weingut Château Lafon-Rochet in Saint-Estèphe.
Für den Anbau und die Zusammenstellung verantwortlicher Regisseur auf Pontet-Canet ist seit 1988 Jean-Michel Comme. Beraten wird das Gut daneben auch von dem bekannten Önologen Michel Rolland.